# حقوق الإنسان في القرآن
حقوق الإنسان في القرآن، يُقصد بها ما ورد في القرآن من آيات تتناول حقوق الإنسان. فالقرآن هو المصدر الأساسي للتشريع عند المسلمين. وهو كتاب يتكون من 77797 كلمة، ويُقسم إلى مائة وأربعة عشر سورة. تبدأ كل سورة من سورة القرآن بـ (بسم الله الرحمن الرحيم) عدا سورة واحدة. يهتم القرآن إلى حد كبير ببيان الحدود التي يحظر على المسلمين تجاوزها، ومن ضمن هذه الحدود حقوق البشر، حيث يُعامل القرآن البشر على أنهم قيمة متساوية ويتمتعون بكامل الحقوق بحكم كونهم بشرًا، وهو ما اصطُلح على تسميته حديثًا بـ حقوق الإنسان. تشمل الحقوق الممنوحة للإنسان في القرآن الحق في الحياة والعيش السلمي وكذلك الحق في التملك والحماية وحماية أمواله وفق الفقه الاقتصادي الإسلامي. بيّن القرآن أيضًا حقوق الأقليات إلى جانب حقوق المرأة، فضلًا عن بيان قواعد التعاملات البشرية بين بعضهم البعض إلى حد توضيح كيفية معاملة أسرى الحرب.

## المساواة
تُعد المساواة بين البشر مهما اختلفت أعراقهم أو ألوانهم أو عقيدتهم من أهم حقوق الإنسان. وقد ورد في القرآن في الآية 70 من سورة الإسراء ﴿وَلَقَدْ كَرَّمْنَا بَنِي آدَمَ وَحَمَلْنَاهُمْ فِي الْبَرِّ وَالْبَحْرِ وَرَزَقْنَاهُمْ مِنَ الطَّيِّبَاتِ وَفَضَّلْنَاهُمْ عَلَى كَثِيرٍ مِمَّنْ خَلَقْنَا تَفْضِيلًا ۝٧٠﴾ [الإسراء:70]، والتي تعني أن الله كرَّم أبناء آدم -أي كل البشر بلا استثناء- ووفر لهم الرزق في البر والبحر، وزرقهم من الطيبات، وأعطاهم مزايا كثيرة تُفَضِّلوهم على العديد من المخلوقات. وقد ورد في تفسير الطبري للإمام محمد بن جرير الطبري توضيح لذلك حيث يقول: «يقول تعالى ذكره «وَلَقَدْ كَرَّمْنَا بَنِي آدَمَ» بتسليطنا إياهم على غيرهم من الخلق، وتسخيرنا سائر الخلق لهم «وَحَمَلْنَاهُمْ فِي الْبَرِّ» على ظهور الدوابّ والمراكب «و» في «البَحْرِ» في الفلك التي سخرناها لهم «وَرَزَقْنَاهُمْ مِنَ الطَّيِّبَاتِ» يقول: من طيبات المطاعم والمشارب، وهي حلالها ولذيذاتها«وَفَضَّلْنَاهُمْ عَلَى كَثِيرٍ مِمَّنْ خَلَقْنَا تَفْضِيلا» ذكر لنا أن ذلك تمكنهم من العمل بأيديهم، وأخذ الأطعمة والأشربة بها ورفعها بها إلى أفواههم، وذلك غير متيسر لغيرهم من الخلق.».
كذلك جاء في الآية 13 من سورة الحجرات ﴿يَا أَيُّهَا النَّاسُ إِنَّا خَلَقْنَاكُمْ مِنْ ذَكَرٍ وَأُنْثَى وَجَعَلْنَاكُمْ شُعُوبًا وَقَبَائِلَ لِتَعَارَفُوا إِنَّ أَكْرَمَكُمْ عِنْدَ اللَّهِ أَتْقَاكُمْ إِنَّ اللَّهَ عَلِيمٌ خَبِيرٌ ۝١٣﴾ [الحجرات:13]، وهي خطاب لكل الناس أن الله خلقهم من نفس أب واحد وأم واحدة، وجعلهم شعوبا وقبائل مميزة ليعرفوا بعضهم بعضا، وأن مقياس الخيرية عند الله هو التقوى. ويذكر الحافظ ابن كثير في تفسير هذه الآية: «يقول تعالى مخبرا للناس أنه خلقهم من نفس واحدة، وجعل منها زوجها، وهما آدم وحواء، وجعلهم شعوبا، وهي أعم من القبائل، وبعد القبائل مراتب أخر كالفصائل والعشائر والعمائر والأفخاذ وغير ذلك.... فجميع الناس في الشرف بالنسبة الطينية إلى آدم وحواء سواء، وإنما يتفاضلون بالأمور الدينية، وهي طاعة الله ومتابعة رسوله ﷺ.... وعن حذيفة قال: قال رسول الله ﷺ : " كلكم بنو آدم. وآدم خُلق من تراب، ولينتهين قوم يفخرون بآبائهم، أو ليكونُن أهون على الله من الجعلان ".»
ينص القرآن على أن جميع البشر هم من نسل رجل واحد، آدم، ولذلك فهم إخوة لبعضهم البعض. (حقوق الإنسان في الإسلام) ويظهر التأكيد على المساواة والعدالة في جميع أنحاء النص القرآني، حتى أنه يشمل المساواة والعدالة مع العدو وأسرى الحرب. إن واجب المسلمين في أن يكونوا عادلين وصادقين يحظى بأولوية عالية في القرآن، فقد ورد في الآية 135 من سورة النساء ﴿يَا أَيُّهَا الَّذِينَ آمَنُوا كُونُوا قَوَّامِينَ بِالْقِسْطِ شُهَدَاءَ لِلَّهِ وَلَوْ عَلَى أَنْفُسِكُمْ أَوِ الْوَالِدَيْنِ وَالْأَقْرَبِينَ إِنْ يَكُنْ غَنِيًّا أَوْ فَقِيرًا فَاللَّهُ أَوْلَى بِهِمَا فَلَا تَتَّبِعُوا الْهَوَى أَنْ تَعْدِلُوا وَإِنْ تَلْوُوا أَوْ تُعْرِضُوا فَإِنَّ اللَّهَ كَانَ بِمَا تَعْمَلُونَ خَبِيرًا ۝١٣٥﴾ [النساء:135]، والتي تعني أمرًا لأولئك الذين آمنوا أن يقوموا بالعدل حتى على أنفسهم أو الوالدين والأقارب المقربين، سواء كان الخصم غنيًا أو فقيراً، والتحذير من اتباع الهوى، لئلا ينحرفوا عن الحق، والوعيد لمن انحرف لأن الله يعلم بما يفعله "، وأورد ابن كثير في تفسير هذه الآية قوله: «يأمر تعالى عباده المؤمنين أن يكونوا قوامين بالقسط، أي بالعدل، فلا يعدلوا عنه يمينا ولا شمالا ولا تأخذهم في الله لومة لائم، ولا يصرفهم عنه صارف، وأن يكونوا متعاونين متساعدين متعاضدين متناصرين فيه.... فاشهد الحق ولو عاد ضررها عليك وإذا سئلت عن الأمر فقل الحق فيه.... وإن كانت الشهادة على والديك وقرابتك، فلا تراعهم فيها، بل اشهد بالحق وإن عاد ضررها عليهم، فإن الحق حاكم على كل أحد، وهو مقدم على كل أحد.... وقوله : ( إن يكن غنيا أو فقيرا فالله أولى بهما ) أي : لا ترعاه لغناه، ولا تشفق عليه لفقره، الله يتولاهما، بل هو أولى بهما منك، وأعلم بما فيه صلاحهما.... وقوله ( فلا تتبعوا الهوى أن تعدلوا ) أي : فلا يحملنكم الهوى والعصبية وبغضة الناس إليكم، على ترك العدل في أموركم وشؤونكم، بل الزموا العدل على أي حال كان». كما أن القرآن يحظر بشكل قاطع على أتباعه المساعدة في البغي أو القيام بعمل عدواني بقوله في الآية الثانية من سورة المائدة: (.... وَتَعَاوَنُوا عَلَى الْبِرِّ وَالتَّقْوَىٰ ۖ وَلَا تَعَاوَنُوا عَلَى الْإِثْمِ وَالْعُدْوَانِ ۚ وَاتَّقُوا اللَّهَ ۖ إِنَّ اللَّهَ شَدِيدُ الْعِقَابِ). وعلاوة على ذلك، فإن القرآن يعلم أتباعه أن معاملة أتباع الديانات الأخرى بالعدل واللطف هو باب من أبواب الإيمان.

## الحق في الحياة والعيش بسلام
وفقًا للقرآن، فإن الحياة عطاء إلهي للبشرية يجب تأمينها والدفاع عنها بكل الوسائل (أخلاقيات العلوم الطبية في الإسلام)، حيث إنه واجب فردي وجماعي على جميع المسلمين. فالحياة في القرآن ذات قيمة عظيمة، حيث يذكر القرآن في الآية 32 من سورة المائدة ﴿مِنْ أَجْلِ ذَلِكَ كَتَبْنَا عَلَى بَنِي إِسْرَائِيلَ أَنَّهُ مَنْ قَتَلَ نَفْسًا بِغَيْرِ نَفْسٍ أَوْ فَسَادٍ فِي الْأَرْضِ فَكَأَنَّمَا قَتَلَ النَّاسَ جَمِيعًا وَمَنْ أَحْيَاهَا فَكَأَنَّمَا أَحْيَا النَّاسَ جَمِيعًا وَلَقَدْ جَاءَتْهُمْ رُسُلُنَا بِالْبَيِّنَاتِ ثُمَّ إِنَّ كَثِيرًا مِنْهُمْ بَعْدَ ذَلِكَ فِي الْأَرْضِ لَمُسْرِفُونَ ۝٣٢﴾ [المائدة:32]، فقد صوَّر قتل نفس واحدة بأنه يعدِل قتل الناس جميعاً، وفي المقابل جعل من أحياها فكأنما أحيا كل الناس، وقد ذكر ابن كثير في تفسيره لهذه الآية قوله: «ومن قتل نفسا بغير سبب من قصاص، أو فساد في الأرض، واستحل قتلها بلا سبب ولا جناية، فكأنما قتل الناس جميعا ; لأنه لا فرق عنده [الله] بين نفس ونفس». ويُحرِّم القرآن إزهاق الأرواح بغير وجه حق، كما يُلزم المسلمين بإعالة الأشخاص الذين لا يستطيعون إعالة أنفسهم. ويمنح القرآن الحق في الحياة حتى للعدو أثناء الحرب حيث يحظر على المسلمين استخدام القوة إلا للدفاع عن النفس. كما يحمي القرآن كبار السن والنساء وأطفال العدو دون استثناء.

## الحق في امتلاك وحماية الممتلكات
يمنح القرآن البشر الحق في الملكية وكذلك حرية التعامل والتجارة كما يحلو لهم التصرف بما يمتلكونه بشرط أن يفعلوا ذلك بإنصاف، حيث أورد ابن كثير في تفسير الآية 29 من سورة النساء قوله: ««يَا أَيُّهَا الَّذِينَ آمَنُوا لَا تَأْكُلُوا أَمْوَالَكُم بَيْنَكُم بِالْبَاطِلِ إِلَّا أَن تَكُونَ تِجَارَةً عَن تَرَاضٍ مِّنكُمْ ۚ وَلَا تَقْتُلُوا أَنفُسَكُمْ ۚ إِنَّ اللَّهَ كَانَ بِكُمْ رَحِيمًا» نهى تبارك وتعالى عباده المؤمنين عن أن يأكلوا أموال بعضهم بعضا بالباطل، أي : بأنواع المكاسب التي هي غير شرعية، كأنواع الربا والقمار، وما جرى مجرى ذلك من سائر صنوف الحيل، وإن ظهرت في غالب الحكم الشرعي مما يعلم الله أن متعاطيها إنما يريد الحيلة على الربا.». علاوة على ذلك، فإن إطعام الأيتام والفقراء والمحتاجين في القرآن هو دلالة إيمانية تشير إلى الإخلاص الحقيقي لتعاليم القرآن. وتظهر هذه الرسالة واضحة لا لبس فيها في الآية 41 من سورة الحج: ﴿الَّذِينَ إِنْ مَكَّنَّاهُمْ فِي الْأَرْضِ أَقَامُوا الصَّلَاةَ وَآتَوُا الزَّكَاةَ وَأَمَرُوا بِالْمَعْرُوفِ وَنَهَوْا عَنِ الْمُنْكَرِ وَلِلَّهِ عَاقِبَةُ الْأُمُورِ ۝٤١﴾ [الحج:41]، حيث تصف أولئك الذين مكَّن الله لهم في الأرض بأنهم يواظبون على الصلاة على وقتها ويؤتون الزكاة التي هي حق الفقراء في أموالهم، ويأمرون بالمعروف وينهون عن المنكر. وقد جُمعت مبادئ حماية حقوق وممتلكات المحتاجين إلى هذه الحماية، مثل الأيتام، حيث ورد في القرآن الكريم في الآية الثانية من سورة النساء ﴿وَآتُوا الْيَتَامَى أَمْوَالَهُمْ وَلَا تَتَبَدَّلُوا الْخَبِيثَ بِالطَّيِّبِ وَلَا تَأْكُلُوا أَمْوَالَهُمْ إِلَى أَمْوَالِكُمْ إِنَّهُ كَانَ حُوبًا كَبِيرًا ۝٢﴾ [النساء:2]، وهو أمر واضح بإعطاء الأيتام أموالهم، وعدم إتلافها أو تبديلها، وكذلك عدم إضافة ممتلكات اليتامى إلى ممتلكاتنا بهدف أخذها، واعتبر ذلك جريمة كبرى.

## حقوق الأقليات والجماعات الدينية الأخرى
حفظ الإسلام حقوق غير المسلمين، وحرَّم الإكراه في الدين، فقد ورد في الآية 29 من سورة الكهف ﴿وَقُلِ الْحَقُّ مِنْ رَبِّكُمْ فَمَنْ شَاءَ فَلْيُؤْمِنْ وَمَنْ شَاءَ فَلْيَكْفُرْ إِنَّا أَعْتَدْنَا لِلظَّالِمِينَ نَارًا أَحَاطَ بِهِمْ سُرَادِقُهَا وَإِنْ يَسْتَغِيثُوا يُغَاثُوا بِمَاءٍ كَالْمُهْلِ يَشْوِي الْوُجُوهَ بِئْسَ الشَّرَابُ وَسَاءَتْ مُرْتَفَقًا ۝٢٩﴾ [الكهف:29]، وفيها بيان واضح بأنه لا يجوز -بل يحرُم- إكراه أحد على الدخول في الدين، وقد ورد في تفسير السعدي لهذه الآية قوله: ««فَمَنْ شَاءَ فَلْيُؤْمِنْ وَمَنْ شَاءَ فَلْيَكْفُرْ» أي: لم يبق إلا سلوك أحد الطريقين، بحسب توفيق العبد، وعدم توفيقه، وقد أعطاه الله مشيئة بها يقدر على الإيمان والكفر، والخير والشر، فمن آمن فقد وفق للصواب، ومن كفر فقد قامت عليه الحجة، وليس بمكره على الإيمان، كما قال تعالى «لا إكراه في الدين قد تبين الرشد من الغي»».
وعلى الرغم من أن القرآن هو الكتاب المقدس للمسلمين، إلا أنه يحظر على المسلمين استخدام أي طريقة للإكراه للتأثير على الممارسات والمعتقدات الدينية لغير المسلمين. ويذهب القرآن إلى أبعد من ذلك في حماية حقوق أتباع الديانات الأخرى من خلال إلزام المسلمين بحماية جميع «الأديرة والكنائس والمعابد والمساجد التي يُذكر فيها اسم الله». وفيما يتعلق بالمجموعات العرقية والثقافية والدينية المختلفة، يقول القرآن للمسلمين في الآية 48 من سورة المائدة ﴿وَأَنْزَلْنَا إِلَيْكَ الْكِتَابَ بِالْحَقِّ مُصَدِّقًا لِمَا بَيْنَ يَدَيْهِ مِنَ الْكِتَابِ وَمُهَيْمِنًا عَلَيْهِ فَاحْكُمْ بَيْنَهُمْ بِمَا أَنْزَلَ اللَّهُ وَلَا تَتَّبِعْ أَهْوَاءَهُمْ عَمَّا جَاءَكَ مِنَ الْحَقِّ لِكُلٍّ جَعَلْنَا مِنْكُمْ شِرْعَةً وَمِنْهَاجًا وَلَوْ شَاءَ اللَّهُ لَجَعَلَكُمْ أُمَّةً وَاحِدَةً وَلَكِنْ لِيَبْلُوَكُمْ فِي مَا آتَاكُمْ فَاسْتَبِقُوا الْخَيْرَاتِ إِلَى اللَّهِ مَرْجِعُكُمْ جَمِيعًا فَيُنَبِّئُكُمْ بِمَا كُنْتُمْ فِيهِ تَخْتَلِفُونَ ۝٤٨﴾ [المائدة:48]، وفيها توضيح بأنه لا إكراه في الدين، فلو شاء الله لأجبر الناس على ذلك، وفيه دعوة للتسابق في عمل الخيرات. ويدعو القرآن إلى المساواة بين الجميع ويذكر إن الأعمال الصالحة فقط هي التي ترفع منزلة الإنسان على الآخر دون تمييز بسبب عِرق أو لون، فقد ذكر السعدي في تفسير الآية 19 من سورة الأحقاف قوله: ««وَلِكُلٍّ» من أهل الخير وأهل الشر «دَرَجَاتٌ مِمَّا عَمِلُوا» أي: كل على حسب مرتبته من الخير والشر ومنازلهم في الدار الآخرة على قدر أعمالهم ولهذا قال: «وَلِيُوَفِّيَهُمْ أَعْمَالَهُمْ وَهُمْ لَا يُظْلَمُونَ» بأن لا يزاد في سيئاتهم ولا ينقص من حسناتهم.».

## حقوق المرأة
فيما يتعلق بحقوق المرأة، فقد خصص القرآن سورة من سوره للمرأة، وهو ما يتضح من اسم السورة نفسها حيث سُميت سورة النساء. وينص القرآن في الآية 124 من سورة النساء: ﴿وَمَنْ يَعْمَلْ مِنَ الصَّالِحَاتِ مِنْ ذَكَرٍ أَوْ أُنْثَى وَهُوَ مُؤْمِنٌ فَأُولَئِكَ يَدْخُلُونَ الْجَنَّةَ وَلَا يُظْلَمُونَ نَقِيرًا ۝١٢٤﴾ [النساء:124]، ويعني ذلك أن من يعمل الحسنات ذكرًا كان أو أنثى بلا تمييز بينهما فإنه يدخل الجنة ولا يُظلم شيئًا ولو قليل. وتتكرر نفس الرسالة في الآية 97 من سورة النحل ﴿مَنْ عَمِلَ صَالِحًا مِنْ ذَكَرٍ أَوْ أُنْثَى وَهُوَ مُؤْمِنٌ فَلَنُحْيِيَنَّهُ حَيَاةً طَيِّبَةً وَلَنَجْزِيَنَّهُمْ أَجْرَهُمْ بِأَحْسَنِ مَا كَانُوا يَعْمَلُونَ ۝٩٧﴾ [النحل:97]، حيث وعد من عمل الخير ذكراً كان أو أنثى وكان مؤمناً، بأن يجعلهم يعيشون حياة سعيدة، ويمنحهم أجرهم على كل خير فعلوه". وقد أولى القرآن رعاية خاصة للبر بالوالدين وخصوصًا الأم في عدد من الآيات، وفي ذلك رفع لمكانة المرأة. وقد ورد في الآية 14 من سورة لقمان ﴿وَوَصَّيْنَا الْإِنْسَانَ بِوَالِدَيْهِ حَمَلَتْهُ أُمُّهُ وَهْنًا عَلَى وَهْنٍ وَفِصَالُهُ فِي عَامَيْنِ أَنِ اشْكُرْ لِي وَلِوَالِدَيْكَ إِلَيَّ الْمَصِيرُ ۝١٤﴾ [لقمان:14]، حيث أمر الإنسان بالبر بوالديه، وذكر والدته وما تحملته من العناء عند حمله، ورضاعته حتى فطامه لمدة عامين، وقرن بين الشكر لله وشكر الوالدين.
ومن حيث الحقوق الاقتصادية للمرأة، فإن القرآن ذكر في الآية 4 من سورة النساء ﴿وَآتُوا النِّسَاءَ صَدُقَاتِهِنَّ نِحْلَةً فَإِنْ طِبْنَ لَكُمْ عَنْ شَيْءٍ مِنْهُ نَفْسًا فَكُلُوهُ هَنِيئًا مَرِيئًا ۝٤﴾ [النساء:4]، حيث طالب بإعطاء المرأة مهرها هدية خالصة لها، ونهى عن أخذ أي جزء منه إلا إذا طابت نفسها وكانت راضية أن تتنازل عن جزء منه. كما بيَّن القرآن للمرأة حقها في الميراث والذي كانت تُحرم منه قبل الإسلام. بل إن القرآن يفرض التزامًا على الرجال بالقيام بشؤن النساء وحمايتهن والعناية بهن بشكل عام وذلك مفهوم القوامة. ولعل المكانة الأكثر قيمة بالنسبة للمرأة هي مكانة الأم في القرآن، والتي تتضح من خلال جعل الجنة ثوابًا لمن يقوم على احتياجات والديه ويبرهما.